# Sociologie de la littérature
La sociologie de la littérature est une branche de la sociologie qui s'intéresse aux liens qui unissent société et littérature.

## Définition et objet
La sociologie de la littérature vise d’une part à étudier le fait littéraire comme un fait social, comme un phénomène auquel participent diverses institutions et individus qui se rapportent aux œuvres (en les produisant, en les consommant ou en les jugeant), et d’autre part, à analyser comment les représentations d’une époque et de ses questions sociétales s’inscrivent dans les textes littéraires,.
La sociologie de la littérature s'interroge également sur la mimèsis, c’est-à-dire de la manière dont l’œuvre littéraire représente la réalité et contribue à la vision du monde d’une époque, une vision qui n’est pas un simple reflet de la société, mais plutôt un cadrage (framing) de la réalité, selon le concept utilisé par Erving Goffman, sur la façon dont les récits déterminent la perception et la mémoire des événements historiques,.
En étudiant la représentation de la société que renferme l’œuvre littéraire, la sociologie de la littérature a produit des recherches sur la littérature et l’identité, les identités nationales et des approches telles que la perspective postcoloniale et féministe (dont les travaux de Nathalie Heinich ou de Clara Lévy sont des exemples).

## Applications
La sociologie de la lecture s'intéresse à la vie littéraire, à la création littéraire, à la réception des œuvres littéraires et aux représentations sociales contenues dans le texte littéraire, ainsi que « la critique des formes d’hégémonie culturelle ».

### Sociologie de la vie et des pratiques littéraires
Le texte littéraire est rarement étudié dans cette approche puisque c'est une « sociologie empirique [qui] a pour objet le système des relations sociales, des modes de socialisation et des pratiques reliés à l’exercice de la littérature, autrement dit « la vie littéraire » et l’ensemble des conditions de production, de diffusion et de consommation qui sont les siennes. » En relève, pour l'édition de l'objet livre, les travaux de Roger Chartier, Jacques Michon, Jean-Yves Mollier et du GRÉLQ ; pour le métier d'écrivain, les recherches de Nathalie Heinich et de Bernard Lahire (et Pierre Bourdieu, Le marché des biens symboliques).

### Sociologie de la création littéraire
Ce domaine étudie les rapports entre vie sociale des auteurs, le processus de création du texte et le texte lui-même.

#### La sociocritique
Elle s'inscrit dans le paradigme du champ littéraire: 

« Le « champ littéraire », lieu d’investissement des « habitus » (c’est-à-dire des dispositions acquises sous l’influence du milieu socioculturel et de l’expérience de la vie sociale) et espace des « positions » résultant des relations entre les « agents », les groupes et les institutions, est régi par des rapports de concurrence et de domination ; il détermine « arbitrairement » des valeurs et des classements, définit la légitimité des goûts et des pratiques (des façons de parler et d’écrire, par exemple). La logique hiérarchisante de sa structure relationnelle fait qu’il distribue des rôles, impose des conduites et attribue des « positions » »Pierre Popovic, « La sociocritique. Définition, histoire, concepts, voies d’avenir », Pratiques [En ligne], 151-152 | 2011, mis en ligne le 13 juin 2014, consulté le 16 janvier 2021. URL : http://journals.openedition.org/pratiques/1762 ; DOI : https://doi.org/10.4000/pratiques.1762

— Popovic Pierre, La sociocritique. Définition, histoire, concepts, voies d’avenir
De sorte elle considère le texte, en repérant certains éléments particuliers (choix du genre, registre, conflits esthétiques, etc) comme une stratégie, assez involontaire et peu consciente, de l'auteur; situé dans le champ littéraire qui hiérarchise les genres, textes et auteurs; afin d'accéder à la scène symbolique.Le caractère involontaire de cette stratégie fait que l'on parle plutôt d'agents que d'acteurs, et certaines recherches tendant à considérer les positions dans la hiérarchie du champ littéraire comme pouvant fluctuer.

#### Théorie de la création littéraire
Bernard Lahire (L’homme pluriel, La condition sociale des écrivains) estime que le champ littéraire bourdieusien est trop limité pour expliquer le processus de la création littéraire et pratique ce qu'il nomme la « théorie de la création littéraire »   en étendant l'analyse sociologique à la biographie de l'auteur (« « biographie sociologique » qui inventorie les « expériences socialisatrices » de l’auteur ») marquée par une « problématique existentielle » (souffrances issues de la vie sociale et présentent « sous des formes métaphoriques ou hystérisées dans les textes ».
Cette théorie remplace la délimitation du champ littéraire par des « médiations », (ces expériences socialisatrices « comprennent l’impact de la situation politico-historique, les effets des cadres de vie et des milieux restreints que sont les réseaux familiaux, amicaux et littéraires, ainsi que les habitudes mentales, affectives et comportementales de l’écrivain. »)
C'est une démarche proche de celle de Sainte-Beuve (duquel B.Lahire se réclame) en ce qu'elle confère un caractère documentaire aux textes, qui peuvent ainsi justifier une biographie sociologique.

### Sociologie de la réception des œuvres
C'est l'étude de la réception d'œuvres littéraires à travers des  « données vérifiables tels l’évolution des prix de vente, l’établissement des règles du droit d’auteur, la mise en place des circuits de diffusion, la composition sociale des lectorats (etc.) » ainsi que « les réactions que manifestent des publics variés, spécialisés ou non, envers les textes et leur esthétique ». Dans ce domaine de recherches « L'oeuvre, définie comme un "principe
vide", naît de l'activité et de la participation du lecteur en réponse aux
indéterminations du texte. » et le caractère actif du lectorat est souligné. Celui-ci à un « horizon d’attente »,, déterminé par l'expérience qu'à le lectorat « du genre de l’œuvre, [son] accoutumance à ses thèmes et à sa forme, [sa] gestion de l’écart entre le langage littéraire proposé et les langages prévalant dans le monde réel » , et certaines façons de lire et d'investir axiologiquement l'œuvre, composant ainsi des  « systèmes de lecture » que cherche à identifier les études de réception (tel que dans les travaux de Jacques Leenhardt et Pierre Jozsa ).
Selon Popovic la sociologie de la réception « peut aussi recourir au concept bourdieusien de « champ littéraire », auquel cas il s’agira de montrer que la lecture est préformatée par l’imposition des normes et des arbitraires culturels, ainsi que par les palmarès et l’idéologie de la littérature produites par les instances de légitimation et de reproduction que sont la critique et l’école. »
Elle s'intéresse aussi au lecteur (celui implicite de W.Iser ou le coopérant d'U.Eco) en cherchant « comment le texte produit le lecteur dont il a besoin, le faisant complice de son achèvement et de sa possible circulation dans l’espace social. »

### Analyse de contenus
Les recherches vont s'attacher à identifier les « valeurs, [l]es idées et [l]es représentations sociales repérables dans les textes de littérature de quelque facture qu’ils soient. » et sont alors considérées comme des matériaux sociologiques. Par exemple dans États de femmes. L’identité féminine dans la fiction occidentale (1996) Nathalie Heinich étudie dans un corpus de romans écrits par des femmes les représentations de leurs problèmes identitaires  rencontrés effectivement dans leurs vies sociales.

### Cultural studies
Les "grands textes" littéraires, et la littérature en général sont assez secondaire pour les cultural studies, même si elles ont analysé des genres littéraires et textes « méprisés par l’histoire littéraire et que les études paralittéraires n’étaient jamais parvenues à considérer autrement que sous l’angle d’une illégitimation phagocytant leur potentiel actif sur le plan des représentations ».
Elles connaissent trois mouvements :
D'abord l’analyse des représentations médiatiques de leurs objets de recherche, venant des subcultures : « trouvés dans des corpus, des pratiques et des répertoires déclassés, ceux de la culture populaire, de la culture des jeunes, de la culture des minorités, des « subcultures » (celles entourant le jazz ou le punk, par exemple) ».
Puis elles se focalisent « sur les questions identitaires liées à des groupes et des pratiques » en mobilisant le postcolonialisme, le féminisme et l'éthique politique pour étudier les marginalités ; ce sont par exemple les gender studies, les gay studies, les queer studies, etc.
Enfin, elles étudient « les mécanismes de diffusion et de lecture imposés par les industries et les oligopoles culturels contemporains » dans le contexte de la mondialisation.

## Ressources externes
- COnTEXTES, Revue de sociologie de la littérature
- Socius, Ressources sur le littéraire et le social